# Chromadoridae
Chromadoridae zijn een familie van rondwormen (Nematoda).

## Taxonomie
De volgende taxa worden bij de familie ingedeeld:
- Onderfamilie Chromadorinae Filipjev, 1917
  - Geslacht Atrochromadora Wieser, 1959
  - Geslacht Chromadora Bastian, 1865
  - Geslacht Chromadorella Filipjev, 1918
  - Geslacht Chromadorina Filipjev, 1918
  - Geslacht Chromanema Khera, 1975
  - Geslacht Prochromadora Filipjev, 1922
  - Geslacht Prochromadorella Micoletzky, 1924
  - Geslacht Punctodora Filipjev, 1928
  - Geslacht Timmia Hopper, 1961
  - Geslacht Trichromadora Kreis, 1929
- Onderfamilie Euchromadorinae Gerlach & Riemann, 1973
  - Geslacht Actinonema Cobb, 1920
  - Geslacht Crestanema Pastor de Ward, 1985
  - Geslacht Endeolophos Boucher, 1976
  - Geslacht Euchromadora de Man, 1886
  - Geslacht Euchromanema Kulikov & Dashchenko, 1991
  - Geslacht Graphonema Cobb, 1898
  - Geslacht Nygmatonchus Cobb, 1933
  - Geslacht Parapinnanema Inglis, 1969
  - Geslacht Portmacquaria Blome, 2005
  - Geslacht Rhips Cobb, 1920
  - Geslacht Steineridora Inglis, 1969
  - Geslacht Trochamus Boucher & De Bovée, 1971
- Onderfamilie Harpagonchinae Platonova & Potin, 1972
  - Geslacht Harpagonchoides Platonova & Potin, 1972
  - Geslacht Harpagonchus Platonova & Potin, 1972
- Onderfamilie Hypodontolaiminae De Coninck, 1965
  - Geslacht Algoanema Heyns & Furstenberg, 1987
  - Geslacht Chromadorissa Filipjev, 1917
  - Geslacht Chromadorita Filipjev, 1922
  - Geslacht Denticulella Cobb, 1933
  - Geslacht Dichromadora Kreis, 1929
  - Geslacht Hypodontolaimus de Man, 1886
  - Geslacht Innocuonema Inglis, 1969
  - Geslacht Karkinochromadora Blome, 1982
  - Geslacht Megodontolaimus Timm, 1969
  - Geslacht Neochromadora Micoletzky, 1924
  - Geslacht Panduripharynx Timm, 1961
  - Geslacht Parachromadorita Blome, 1974
  - Geslacht Paradichromadora Dashchenko, 1991
  - Geslacht Ptycholaimellus Cobb, 1920
  - Geslacht Spilophorella Filipjev, 1917
- Onderfamilie Spilipherinae Filipjev, 1918
  - Geslacht Acantholaimus Allgén, 1933
  - Geslacht Spiliphera Bastian, 1865
  - Geslacht Trichromadorita Timm, 1961

### Synoniemen
- Richtersiaceae Kreis, 1929 → Selachinematidae Cobb, 1915